# Kindia (region)
Region Kindia – region położony w zachodniej Gwinei. Graniczy ze Sierra Leone, a także innymi gwinejskimi regionami Boké, Konakry, Mamou oraz Labé.
Prefektury w regionie: 
- Prefektura Coyah
- Prefektura Dubréka
- Prefektura Forécariah
- Prefektura Kindia
- Prefektura Télimélé